# Sắc màu của cảm xúc
Sắc màu của cảm xúc (きみの色 Kimi no Iro) là một bộ anime điện ảnh năm 2024 của hãng phim Science SARU. Phim do biên kịch Yoshida Reiko chấp bút phần kịch bản, đồng thời được đạo diễn bởi Yamada Naoko. STORY inc. đồng sản xuất và lên kế hoạch cho tác phẩm.

## Nội dung
Totsuko, một nữ sinh trung học phổ thông tại trường truyền giáo ở Nagasaki, sở hữu khả năng nhìn thấy cảm xúc của người khác dưới dạng "màu sắc". Tuy nhiên, vì lo sợ ảnh hưởng đến cảm xúc của mọi người nên Totsuko thường nói dối để che giấu sự thật. Mọi chuyện dần thay đổi khi Totsuko gặp gỡ hai người bạn mới: một cô gái xinh đẹp tại hiệu sách và một chàng trai đam mê âm nhạc. Cùng nhau, cả ba thành lập một ban nhạc.

## Sản xuất
Ngày 3 tháng 12 năm 2022, phía đơn vị phân phối đã công thông tin về bộ phim. Đội ngũ sáng tạo tác phẩm bao gồm biên kịch Yoshida Reiko, đạo diễn Yamada Naoko và nhà soạn nhạc Ushio Kensuke. Cả ba đã từng hợp tác trong Dáng hình thanh âm (2016) và Rizu to Aoi Tori (2018). Hãng phim Science SARU từng tham gia vào dự án Inu-Oh (2021), chịu trách nhiệm sản xuất bộ phim. Biên kịch Yoshida Reiko chia sẻ rằng cô đã viết kịch bản dựa trên những ghi chú của đạo diễn Yamada về ý tưởng câu chuyện và các nhân vật. Ý tưởng về một cô bé có thể nhìn thấy màu sắc là do chính đạo diễn Yamada sáng tạo ra. Ban nhạc pop rock Mr.Children chịu trách nhiệm sáng tác và trình bày nhạc hiệu "In the pocket".

## Phát hành
Ban đầu, bộ phim được dự kiến sẽ ra mắt vào mùa thu năm 2023. Tuy nhiên, vào ngày 23 tháng 8 năm 2023, đơn vị phân phối đã thông báo dời lịch phát hành tác phẩm sang năm 2024. Trong bài đăng trên nền tảng X vào ngày 3 tháng 12, đội ngũ sản xuất đã xác nhận phim sẽ khởi chiếu vào mùa hè năm 2024. Tháng 3 năm 2024, trailer chính thức của Kimi no Iro đã được phía nhà sản xuất tung ra, đồng thời xác nhận lịch phát hành chính thức của phim là ngày 30 tháng 8. Ngày 3 tháng 7, công ty Toho đã tổ chức buổi chiếu sớm bộ phim diễn ra tại Tokyo với sự góp mặt của 250 người được mời.
GKIDS phụ trách phân phối phim tại Bắc Mỹ, Mỹ Latinh, Úc và New Zealand thông qua phụ đề tiếng Anh và lồng tiếng. Anime Limited đảm nhận phát hành tác phẩm tại Anh, Ireland và toàn châu Âu. PLAION PICTURES chịu trách nhiệm cấp phép cho phim tại các vùng lãnh thổ nói tiếng Ý và tiếng Đức. CHARADES quản lý quá trình bán bản quyền bộ phim cho phần còn lại của châu Âu, Mỹ Latinh, Úc và New Zealand. Tác phẩm khởi chiếu lần đầu tiên trên thế giới tại Liên hoan phim hoạt hình quốc tế Annecy từ ngày 10 đến ngày 15 tháng 6 năm 2024. Sau đó, GKIDS sẽ gửi phim để tranh giải thưởng cho mùa giải 2024-25. Bộ phim ra mắt thị trường châu Á tại Liên hoan phim quốc tế Thượng Hải lần thứ 36.

## Đón nhận
Ngày 7 tháng 6 năm 2024, Liên hoan phim quốc tế Thượng Hải đã chính thức khởi động đợt bán vé cho buổi chào sân khấu của bộ phim được trình chiếu trong khuôn khổ liên hoan phim, diễn ra vào ngày 19 tháng 6. Ngay sau khi mở bán, vé đã nhanh chóng được bán hết chỉ trong thời gian ngắn.

### Đánh giá chuyên môn
Theo Benjamin Benoit của trang IGN, tác phẩm mang đậm phong cách Công giáo truyền thống lẫn nét thẩm mỹ yuri cổ điển – một bi panic tuyệt đẹp với nam chính đóng vai theremin. Ông cho rằng bộ phim đã chuyển từ brit-pop sang new-wave, pha trộn giữa Duran Duran và The Cure trong ba bản nhạc gốc đầy vui nhộn. Trong khi đó, nhà phê bình Wendy Ide lại cho rằng phim chất chứa nét thẩm mỹ thơ mộng, cách sử dụng màu sắc và những nét chấm phá ấn tượng. Nhờ vậy, Yamada trở thành đạo diễn lý tưởng để thể hiện câu chuyện qua góc nhìn của nhân vật Tonsuko. Bà nhận xét việc đội ngũ sản xuất lựa chọn xanh lam làm màu chủ đạo của Kimi đã mang lại cho nhóm diễn hoạt sự tự do sáng tạo, giúp họ tạo nên một tác phẩm "tinh nghịch, mang tính thử nghiệm và tuyệt đẹp đến nghẹt thở". Bộ phim khéo léo lồng ghép ý tưởng về âm nhạc như một "cái ôm" trọn vẹn vô vàn khả năng của thế giới, tương tự như vai trò của đức tin tôn giáo. Điều này được thể hiện rõ ràng qua các bản nhạc phim mang chủ nghĩa chiết trung, đồng thời tổng hợp nhiều phong cách âm nhạc khác nhau.

### Giải thưởng
| Năm  | Giải thưởng                             | Hạng mục                         | Người nhận          | Kết quả   | T.k    |
| ---- | --------------------------------------- | -------------------------------- | ------------------- | --------- | ------ |
| 2024 | Liên hoan phim hoạt hình quốc tế Annecy | Cristal cho phim truyện hay nhất | Sắc màu của cảm xúc | Đề cử     | [ 17 ] |
| 2024 | Giải thưởng Chiếc Cốc vàng              | Phim hoạt hình hay nhất          | Sắc màu của cảm xúc | Đoạt giải | [ 18 ] |
| 2024 | Liên hoan Animation is Film             | Giải thưởng khán giả             | Sắc màu của cảm xúc | Đoạt giải | [ 19 ] |